# لعبة صوتية
لعبة صوتية هي لعبة إلكترونية تلعب على جهاز مثل الحاسوب الشخصي، وهي تشبه ألعاب الفيديو عدا أنه يتم التفاعل معها عن طريق السمع واللمس وليس البصر.
الألعاب الصوتية بدأت أصلا كألعاب للمصابين بمشاكل في حاسة البصر أو فاقون لها تماما، وقد كان يتم تطويرها في الغالب من قبل الهواة والمبرمجين العمي.

ولكن المزيد والمزيد من الناس بدؤوا يبدون اهتماما بالألعاب الصوتية كالفنانين الصوتيين و الباحثون في إمكانية الوصول في الألعاب، ومطوري ألعاب المحمول وعموم اللاعبين. معظم الألعاب الصوتية تعمل على منصة الحاسوب الشخصي، مع أنه توجد بعض الألعاب الصوتية للأجهزة المحمولة و مشغلات ألعاب الفيديو. تتميز الألعاب الصوتية بمجموعة متنوعة من الأنواع وأساليب اللعب مثل الألعاب مغامرة وألعاب السباق وغيرها.